# Willie Humphrey

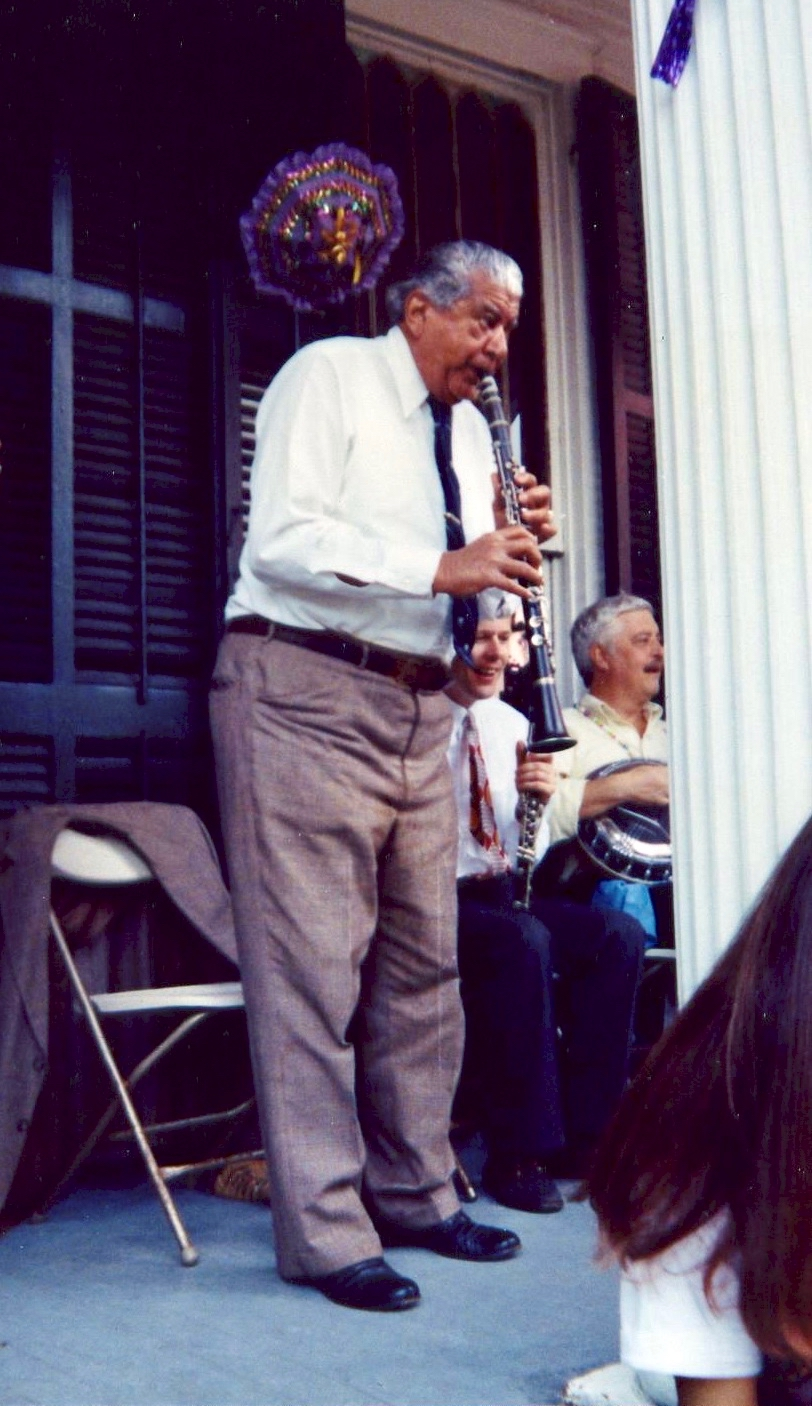
Willie Humphrey, begin jaren 90

Willie James Humphrey (New Orleans, 29 december 1900 - aldaar, 7 juni 1994) was een Amerikaanse jazz-klarinettist die Dixieland speelde.

## Biografie
Humphrey kwam uit een muzikaal gezin: zijn vader was een prominente New Orleans-jazzklarinettist en muziekleraar, zijn broers Earl Humphrey (trombone) en Percy Humphrey (trompet) werden eveneens bekende muzikanten. Hij leerde viool en klarinet spelen bij zijn opa, James B. Humphrey, die aan kinderen les gaf en zo onder meer Papa Celestin en Kid Ory de weg wees. 
Humphrey speelde bij orkestleider Fate Marable die op rivierschepen op de Mississippi werkte en ging in 1919 naar Chicago. Hier speelde hij onder meer met Jelly Roll Morton en King Oliver. Een jaar later keerde hij terug naar New Orleans en werkte hij bij onder meer Kid Rena. In 1925 trok hij naar St. Louis, waar hij opnieuw actief was voor Marable en speelde met Dewey Jackson. In 1932 ging hij muziekles geven in zijn geboortestad, waar hij tot zijn dood zou blijven wonen. In 1935 toerde hij met Lucky Millinder en tijdens de Tweede Wereldoorlog speelde hij in een band van de marine. Na de oorlog was hij onder meer actief in de Eureka Brass Band en in een groep van zijn broer Percy. Hij had ook een eigen band en speelde in Preservation Hall met Sweet Emma Barrett. In 1967 toerde hij voor de eerste keer in Europa, met Billie and De Pierce. Nadien speelde hij hier met de band van Percy en de Preservation Hall Jazz Band, waarmee hij bekend werd.

## Discografie (selectie)
- Best of Preservation Hall Jazz Band (opnames 1976-1988), Columbia, 1989
- New Orleans Traditional Legends, vol. 2 (opnames 1974 en 1983), Mardi Gras, 1993
- Two Clarinets on the Porch, GHB, 1991
- A Kiss to Build a Dream on, GHB, 1999
- Meets the Maryland Jazz Band of Cologne, GHB, 1999